# Drużyny

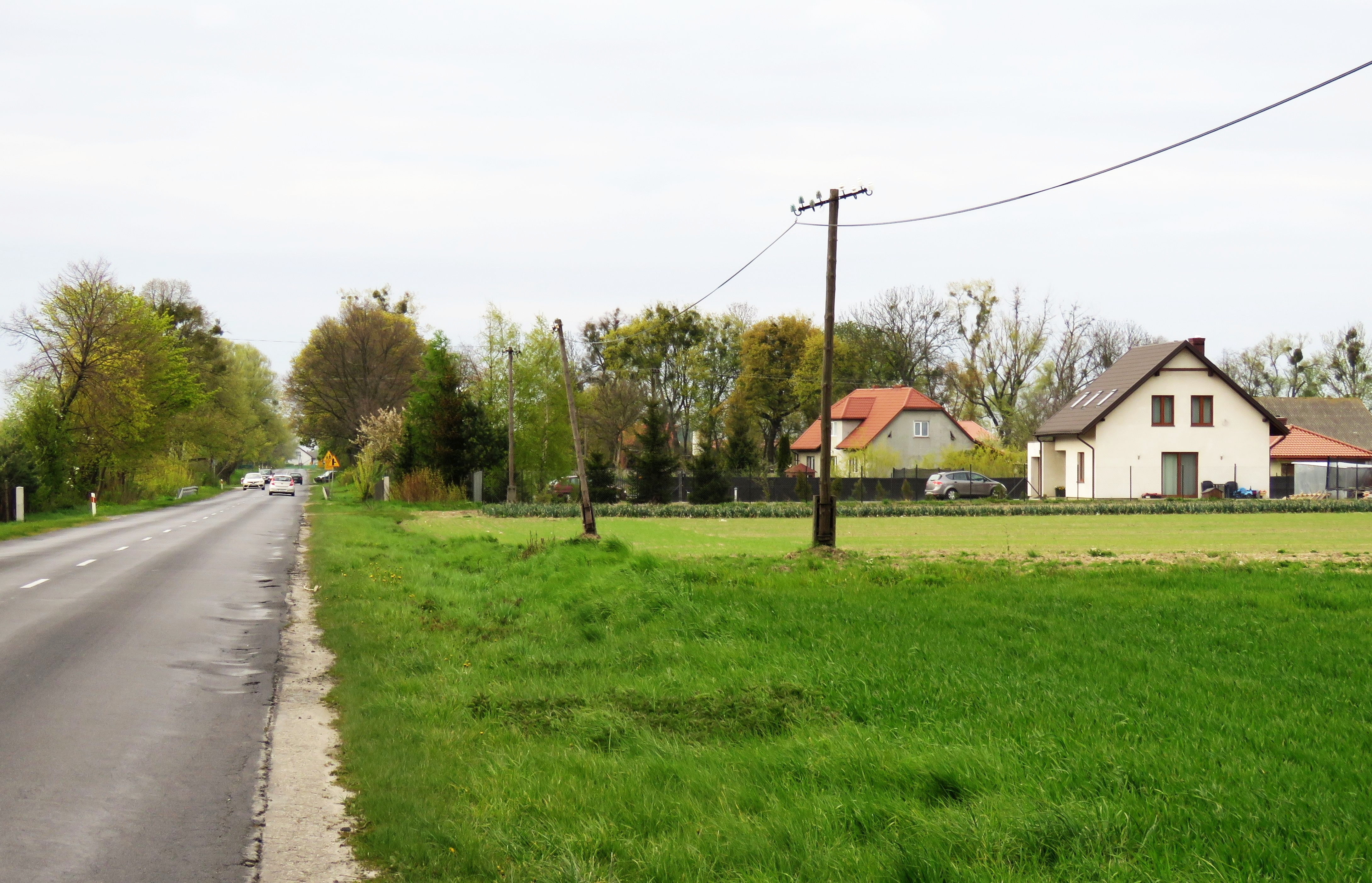
Blick auf Drużyny

Drużyny [druˈʐɨnɨ] (deutsch Druschin) ist ein Dorf in der Woiwodschaft Kujawien-Pommern, innerhalb des Distriktes Gmina Bobrowo des Kreises Brodnicki. Das Dorf befindet sich 7 Kilometer nordwestlich von der Stadt Strasburg und 55 Kilometer nordöstlich von der Stadt Thorn.

## Geschichte
Der Name Drosschin taucht erstmals 1405 in Dokumenten des Deutschordens auf, die einen Heynrich von Drosschin bezeugen. Der Name änderte sich je nach staatlicher Zugehörigkeit des Dorfes mehrmals; so ist Anfang des 15. Jahrhunderts von Droschgzin, bzw. von Drosschin die Rede. 1518 wird die Siedlung Druszien genannt, da sie sich zu diesem Zeitpunkt unter polnischer Herrschaft befand. 1527 wird sie Drosczynn genannt. Des Weiteren lassen sich auch die Namen Druzyny und Druszyn feststellen. Am 25. Juni 1942 wurde das Dorf während der deutschen Besatzung in Dörschen umbenannt, bevor es wieder den heutigen Namen annahm.
Druschin befand sich im historischen Gebiet des Kulmer Lands, welches als Sprungbrett des Deutschen Ordens bezeichnet werden kann, da der Orden von dort aus die baltischen Prußen unterwarf und so das Territorium des ehemaligen Ostpreußen eroberte, christianisierte und germanisierte. Druschin, bzw. Droschgzin, war ein dem Gutsbezirk Platendienst verpflichtetes kölmisches Dienstgut mit 20 Hufen. Im Hungerkrieg von 1414 erlitt das Dorf Schäden, welche sich auf rund 400 Mark beliefen.
1446 hatte das Dorf zwei Besitzer, Hans und Niclos, deren weitere Namen unbekannt sind. Durch den Zweiten Frieden von Thorn fiel das Dorf (sowie ganz Preußen königlichen Anteils) 1466 an Polen. Das Gut wurde vom Kulmer Domherrn Rafael Wehner erworben. 1518 verlieh König Sigismund I. dem Gut, damals noch unter dem Namen „Druszien“ bekannt, die kirchliche Immunität. Die Stiftung wurde zwei Jahre später, im Jahr 1520 errichtet. Der Inhaber der Pfründe war verpflichtet, eine bestimmte Zahl von Messen zu lesen. 1527 wurde Gut „Drosczynn“ der Stadt Strasburg gegen einen Zins von lediglich 18 Mark verpachtet. Der Rat und die Stadtgemeinde wurden Mitpatrone der Stiftung. Die Stiftung gehörte nach Strzesz zum Altar der heiligen Jutta in der Kathedralkirche zu Kulmsee. Die Siedlung blieb für den Rest des 16. Jahrhunderts in der Pacht der Stadt Strasburg. In einem Vergleich mit dem katholischen Pfarrer 1599 wurde bestimmt, dass die städtischen Untertanen von Drosczynn die üblichen Holzfuhren für die Stadtpfarre zu leisten hatten.
1772 fiel Königlich-Preußen nach 306 Jahren zurück an Preußen. 1773 war in Druschin ein Vorwerk von vier Hufen, welches das Domkapitel verpachtet hatte. Des Weiteren gab es zehn Bauern, zehn Instleute, einen Krüger und einen Schäfer. Durch die Gemarkung war die Neusasserei Lipowiec-Druschin (Lipowitz-Druschin) entstanden, welche bereits in der Kirchenvisitation von 1756 genannt wurde. 1789 zählte Druschin 15 Feuerstellen, wohingegen Lipowiec-Druschin nur eine einzige besaß. Nach der Säkularisation  wurde Druschin vom Amt Strasburg aus bewirtschaftet. 1783 wurde das Vorwerk an Karl Gottlieb Doering vererbpachtet. 1795 besaß Johann von Lehwald-Jezierski Druschin. In der Erbteilung von 1805 übernahm sein Sohn, Florian Ignaz, für insgesamt 2333 Thaler und 30 Groschen das Dorf.
Peter von Rozncki kaufte Druschin 1832 in der Subhastation für lediglich 1115 Thaler. 1835 erhielt er an die 200 Morgen des Fortbelaufs Druschin in Erbpacht. Durch die Regulierung erhielten sechs Danniker in Lipowiec-Druschin 139 Morgen. Fünf Bauern in Druschin erhielten hingegen „4 Hufen kulm“. 1859 wurde Druschin von Florian von Rozncki übernommen, wohingegen 1863 bereits von Julius August Heinrich Keibel für 49.500 Thaler. 1890 wurde das Dorf von Franz Keibel gekauft. 1891 wurde Druschin von der Preußischen Ansiedlungskommission erworben. Die Landgemeinde umfasste zu dieser Zeit 415 Hektar. 1867 wird der „Rehkrug“ in Druschin erwähnt. In Druschin wurde Ende des 19. Jahrhunderts eine neue (katholische) Schule (Schulstelle) errichtet. Der Kreisschulinspektor Eichhorn (Vorname nicht bekannt) war spätestens seit dem 13. Februar 1898 für sie zuständig. Druschin war spätestens seit dem 1. Oktober 1900 an ein Eisenbahnnetz angeschlossen. Die Strecke Brodnica–Bydgoszcz wurde am 1. Oktober 1999 eingestellt.
Nach dem Ersten Weltkrieg fiel beinahe ganz Westpreußen an die zweite polnische Republik, Druschin eingeschlossen. Das Dorf gehörte nun zur Woiwodschaft Pommerellen, bis es für einige Jahre während des Zweiten Weltkriegs zum sogenannten Reichsgau Danzig-Westpreußen gehörte. Die deutschen Bewohner mussten alle während des Krieges fliehen, oder wurden nach dem Krieg vertrieben. Seit dem Ende des Zweiten Weltkrieges gehört das Dorf zu Polen und wird wieder Drużyny genannt. Zeitweilig gehörte das Dorf zu Lipowiec-Druschin, das eine Zeit lang als eine eigene Gemeinde behandelt wurde. Diese gehörte zur Landgemeinde Druschin.

## Verwaltungsgliederung
Zwischen 1975 und 1998 gehörte die Ortschaft verwaltungstechnisch zur Provinz Toruń. Seit der Verwaltungsreform gehört das Dorf zur Woiwodschaft Kujawien-Pommern.

## Politik
Das Dorf besitzt einen 5-köpfigen Gemeinderat, wobei eine der Personen der Bürgermeister ist. Der Bürgermeister des Dorfes im Jahr 2023 war Tadeusz Krzepicki.

## Bevölkerungsentwicklung
Die ethnische Zusammensetzung der Siedlung lässt sich nicht mehr feststellen. Weil der Kreis Strasburg in Westpreußen eine polnischsprachige Mehrheit von 2/3 besaß, kann man davon ausgehen, dass das Dorf ethnisch gemischt war und in ihm sowohl Deutsche, als auch Polen wohnten.
| Jahr | Einwohner         |
| ---- | ----------------- |
| 1783 | (15 Feuerstellen) |
| 1852 | 165               |
| 1905 | 321               |
| 1910 | 316               |
| 2012 | 267               |
| 2018 | 312               |

## Belege
- Central Statistical Office (GUS) – TERYT (National Register of Territorial Land Apportionment Journal). 1. Juni 2008 (polnisch).
- http://westpreussen.de/pages/forschungshilfen/ortsverzeichnis/details.php?ID=1285
- https://kpbc.umk.pl/dlibra/publication/595/edition/2568/content
- Leszek Belzyt: Sprachliche Minderheiten im preußischen Staat 1815–1914. Marburg 1998. S. 113.